# Оберброн
Обербро́н (фр. Oberbronn) — коммуна на северо-востоке Франции в регионе Гранд-Эст (бывший Эльзас — Шампань — Арденны — Лотарингия), департамент Нижний Рейн, округ Агно-Висамбур, кантон Рейшсоффен. До марта 2015 года коммуна административно входила в состав упразднённого кантона Нидербронн-ле-Бен (округ Агно).
Площадь коммуны — 21,15 км², население — 1506 человек (2006) с тенденцией к стабилизации: 1503 человека (2013), плотность населения — 71,1 чел/км².

## Население
Население коммуны в 2011 году составляло 1512 человек, в 2012 году — 1507 человек, а в 2013-м — 1503 человека.
| 1962 | 1968 | 1975 | 1982 | 1990 | 1999 | 2006 | 2008 | 2011 | 2012 | 2013 |
| ---- | ---- | ---- | ---- | ---- | ---- | ---- | ---- | ---- | ---- | ---- |
| 1342 | 1355 | 2296 | 2193 | 2075 | 1424 | 1506 | 1559 | 1512 | 1507 | 1503 |

Динамика населения:

## Экономика
В 2010 году из 926 человек трудоспособного возраста (от 15 до 64 лет) 705 были экономически активными, 221 — неактивными (показатель активности 76,1 %, в 1999 году — 70,1 %). Из 705 активных трудоспособных жителей работали 651 человек (360 мужчин и 291 женщина), 54 числились безработными (24 мужчины и 30 женщин). Среди 221 трудоспособных неактивных граждан 55 были учениками либо студентами, 86 — пенсионерами, а ещё 80 — были неактивны в силу других причин.

## Достопримечательности (фотогалерея)

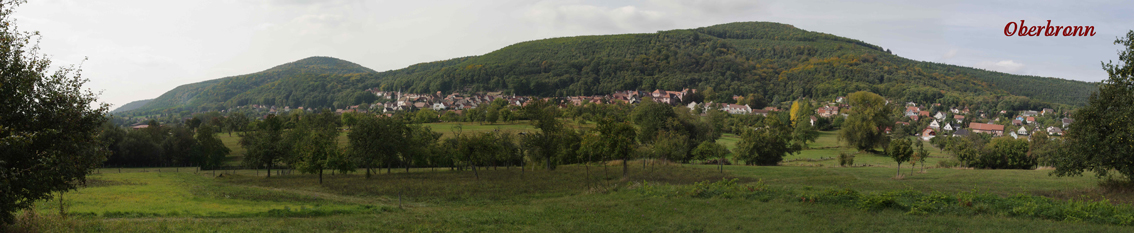
Панорама